# Васильевка (Джанкойский район)
Васи́льевка (до 1945 года Акчора́; укр. Василівка, крымскотат. Aqçora, Акъчора) — исчезнувшее село в Джанкойском районе Республики Крым, располагавшееся на северо-востоке района, на Сивашском полуострове Тюп-Тархан, примерно в полукилометре к юго-востоку от современного села Чайкино.

### Динамика численности населения
| - 1805 год — 68 чел. - 1864 год — 44 чел. - 1889 год — 138 чел. | - 1900 год — 171 чел. - 1915 год — 255 чел. - 1926 год — 186 чел. |

## История
Идентифицировать деревню среди зачастую сильно искажённых названий Таманского кадылыка в Камеральном Описании Крыма… 1784 года пока не удалось. После присоединения Крыма к России (8) 19 апреля 1783 года, (8) 19 февраля 1784 года, именным указом Екатерины II сенату, на территории бывшего Крымского Ханства была образована Таврическая область и деревня была приписана к Перекопскому уезду. После Павловских реформ, с 1796 по 1802 год, входила в Перекопский уезд Новороссийской губернии. По новому административному делению, после создания 8 (20) октября 1802 года Таврической губернии, Акчора был включён в состав Биюк-Тузакчинской волости Перекопского уезда.
По Ведомости о всех селениях в Перекопском уезде состоящих с показанием в которой волости сколько числом дворов и душ… от 21 октября 1805 года в деревне Акчора числилось 10 дворов, 53 крымских татарина, 5 ясыров и 10 цыган. На военно-топографической карте генерал-майора Мухина 1817 года деревня Ак чора обозначена с 12 дворами. После реформы волостного деления 1829 года Акчора, согласно «Ведомости о казённых волостях Таврической губернии 1829 года», осталась в составе Тузакчинской волости. На карте 1836 года в деревне 19 дворов. Затем, видимо, в результате эмиграции крымских татар, деревня заметно опустела и на карте 1842 года деревня записана как Акчера и обозначена условным знаком «малая деревня» (это означает, что в ней насчитывалось менее 5 дворов).
В 1860-х годах, после земской реформы Александра II, деревню включили в состав Владиславской волости того же уезда. В «Списке населённых мест Таврической губернии по сведениям 1864 года», составленном по результатам VIII ревизии 1864 года, Акчора — владельческая татарская деревня с 12 дворами и 44 жителями при колодцах. По обследованиям профессора А. Н. Козловского начала 1860-х годов, в селении была пресная вода в колодцах глубиной 2,5—3 сажени (5—6 м). На карте 1865—1876 годов в деревне Акчора отмечены 10 дворов. К 1886 году Владиславская волость была упразднена и в «Памятной книге Таврической губернии 1889 года», включившей результаты Х ревизии 1887 года, записана Ак-Чора Байгончекской волости с 28 дворами и 138 жителями.
После земской реформы 1890 года отнесли к Ак-Шеихской волости. По «…Памятной книжке Таврической губернии на 1900 год» в Акчоре числился 171 житель в 15 дворах. На 1914 год в селении действовало татарское министерское училище. По Статистическому справочнику Таврической губернии. Ч.II-я. Статистический очерк, выпуск пятый Перекопский уезд, 1915 год, в деревне Акчора (татарская) Ак-Шеихской волости Перекопского уезда числилось 65 дворов (все дворы с землёй) с татарским населением в количестве 255 человек приписных жителей, из которых 143 мужчины и 112 женщин. Жители владели 510 десятинами удобной земли. В хозяйствах имелось 80 лошадей, 60 коров и 400 голов мелкого скота.
После установления в Крыму Советской власти, по постановлению Крымревкома от 8 января 1921 года № 206 «Об изменении административных границ» была упразднена волостная система и в составе Джанкойского уезда (преобразованного из Перекопского) был создан Джанкойский район. В 1922 году уезды преобразовали в округа. 11 октября 1923 года, согласно постановлению ВЦИК, в административное деление Крымской АССР были внесены изменения, в результате которых округа были ликвидированы, основной административной единицей стал Джанкойский район и село включили в его состав. Согласно Списку населённых пунктов Крымской АССР по Всесоюзной переписи 17 декабря 1926 года, в селе Акчора (татарская), центре Акчоринского (татарского) (впоследствии Тюп-Акчоринского) сельсовета Джанкойского района, числился 41 двор, из них 40 крестьянских, население составляло 186 человек. В национальном отношении учтено: 183 татарина, 3 русских, действовала татарская школа.
В 1944 году, после освобождения Крыма от фашистов, согласно Постановлению ГКО СССР № 5859 от 11 мая 1944 года, 18 мая крымские татары были депортированы в Среднюю Азию. 12 августа 1944 года было принято постановление ГКО СССР № ГОКО-6372с «О переселении колхозников в районы Крыма», и в сентябре 1944 года в район приехали первые новосёлы (27 семей) из Каменец-Подольской и Киевской областей, а в начале 1950-х годов последовала вторая волна переселенцев из различных областей Украины. Указом Президиума Верховного Совета РСФСР от 21 августа 1945 года Тюп-Акчора был переименован в Васильевку, а Тюп-Акчоринский сельсовет — в Васильевский. С 25 июня 1946 года селение в составе Крымской области РСФСР, а 26 апреля 1954 года Крымская область была передана из состава РСФСР в состав УССР. Время включения в Заречненский сельсовет из доступных источников не выяснено: на 15 июня 1960 года село уже числилось в его составе. Ликвидировано к 1968 году (согласно справочнику «Крымская область. Административно-территориальное деление на 1 января 1968 года» — в период с 1954 по 1968 годы).